# سد الكرخة
 سد الكرخة هو سد يقع على نهر الكرخة في إقليم خوزستان بجنوب غرب إيران بطاقة تخزينية تقدر بنحو 5.9 مليار متر مكعب من المياه، ويولد السد طاقة كهربائية تصل لـ 520 ميغا واط بالساعة، بدأ بناء السد عام 1992 وانتهى عام 2001 بتكلفة بلغت 700 مليون دولار الغرض الأساسي من بناء السد هو ري 320,000 هكتار من الأراضي الزراعية ولأغراض توليد الكهرباء.